# Palazzo Massimo alle Terme

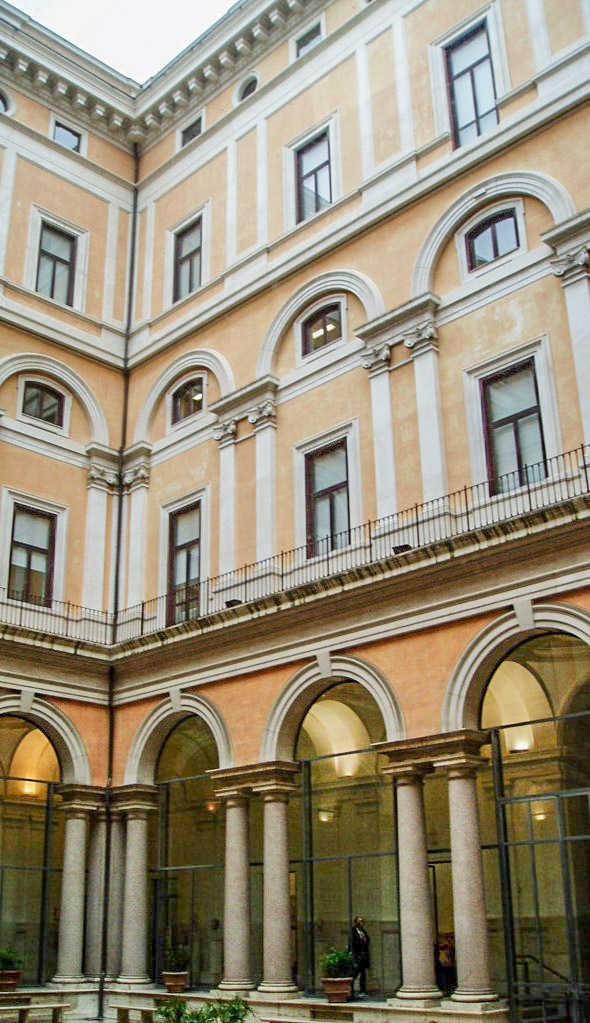
Il cortile

Il Palazzo Massimo alle Terme è un palazzo di Roma, nel rione Castro Pretorio, in piazza dei Cinquecento, nei pressi della stazione Termini.

## Storia e descrizione
L'edificio fu costruito tra il 1883 ed il 1886 dal sacerdote gesuita Massimiliano Massimo, discendente della famiglia romana dei Massimo, su terreni che appartenevano alla famiglia; questi incaricò della costruzione l'architetto Camillo Pistrucci. 
La costruzione del palazzo portò alle demolizione di un precedente edificio, palazzo Peretti (appartenuto a papa Sisto V e perciò detto anche Sistino), che si trovava all'interno della villa Peretti Montalto, opera di Domenico Fontana (fine XVI secolo). La villa, divenuta poi Negroni e infine Massimo, scomparve completamente con la costruzione della vicina stazione ferroviaria. 
Il nuovo palazzo divenne sede del Collegio dei Gesuiti, che nel 1871 dopo la Presa di Roma era stato espropriato della originaria sede del Collegio Romano, che divenne sede del liceo “Ennio Quirino Visconti” (primo regio liceo-ginnasio del nuovo Stato unitario), e dal 1975 (anno della sua fondazione) anche del Ministero per i beni e le attività culturali.
Il palazzo fu quindi sede dell'Istituto Massimiliano Massimo, destinazione che mantenne all'8 dicembre 1960, quando l'istituto si trasferì nella sede dell'EUR.
Acquistato dallo Stato italiano nel 1981 grazie ai finanziamenti della legge 92/81 per la valorizzazione del patrimonio archeologico di Roma, dopo un restauro ad opera dell'architetto Costantino Dardi, l'edificio ospita dal 1998 la principale tra le quattro sedi del Museo nazionale romano, nonché gli uffici centrali della Soprintendenza Speciale Archeologia Belle Arti e Paesaggio di Roma.
Il museo è articolato in un sotterraneo (sede del più grande Medagliere d'Italia), un pianterreno e due piani superiori del palazzo.

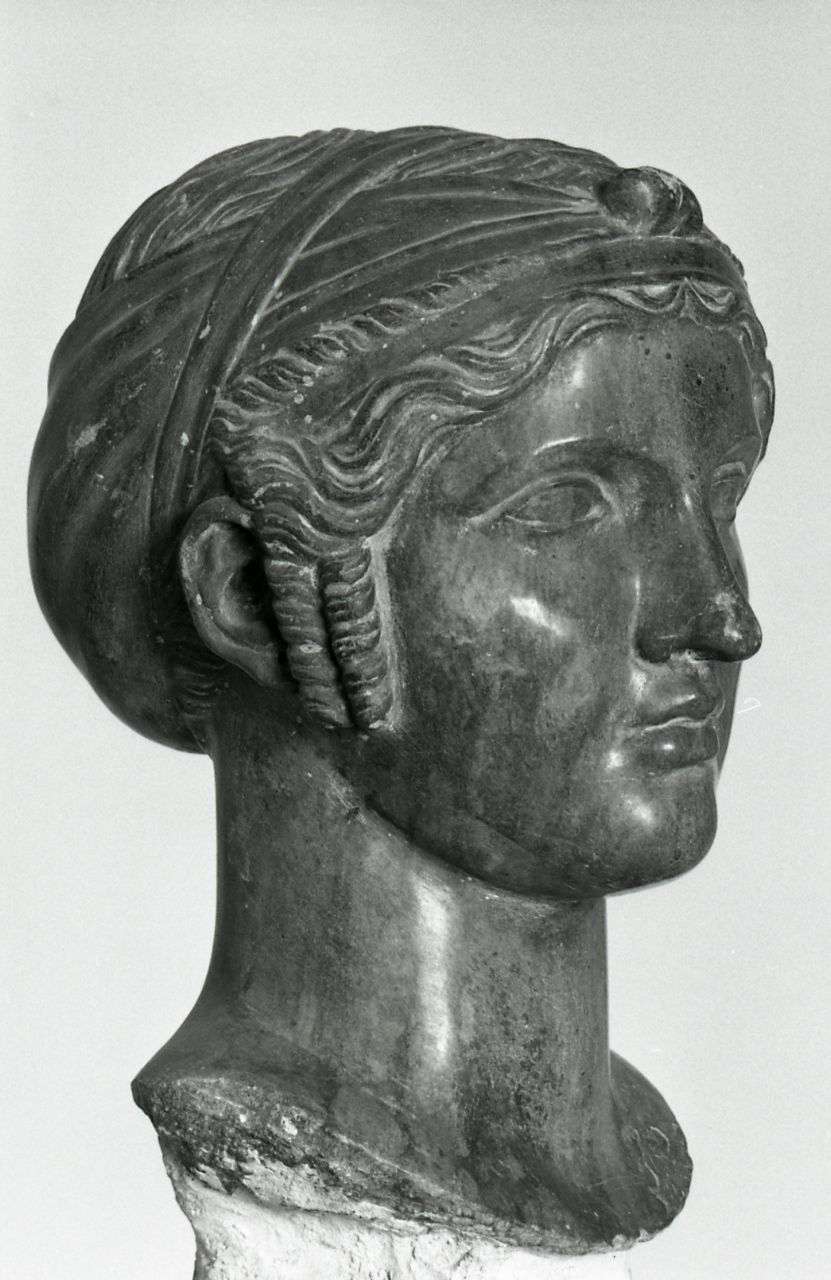
Ritratto di Saffo, testa in marmo. Foto di Paolo Monti, 1969.